# Barbara of the House of Grebe
Barbara of the House of Grebe is een kort verhaal van de Engelse schrijver Thomas Hardy. Het verscheen voor het eerst, in een gekuiste versie, in het Britse weekblad  The Graphic in december 1890. In de Verenigde Staten werd de complete versie gepubliceerd in Harper's Weekly, eveneens in december 1890. Vervolgens werd het opgenomen in de in 1891 uitgebrachte bundel A Group of Noble Dames als tweede verhaal in deze raamvertelling. De verhalen werden over het algemeen niet erg goed ontvangen. Deze vertelling is wellicht de beste uit de serie, maar kreeg ook de nodige kritiek. Het is een atypisch verhaal voor Hardy, met elementen uit de gotische romankunst.
Het verhaal speelt zich af in de jaren 1780 en, zoals gebruikelijk in de meeste romans en verhalen van Hardy, in het fictieve graafschap Wessex. Het huis van de familie Grebe, Chene Manor, was in werkelijkheid Canford Manor, gelegen nabij Poole in Dorset.

## Het verhaal
Lord Uplandtowers heeft zich voorgenomen Barbara voor zich te winnen. Na afloop van een bal ten huize van Sir John en Lady Grebe blijkt zij echter spoorloos verdwenen. Al snel wordt duidelijk dat zij ervandoor is gegaan met Edmond Willowes, een jongeman van buitengewone schoonheid, maar wel uit een lagere sociale klasse. Zij is inmiddels ook met hem getrouwd. Haar ouders zijn ontzet, maar na verloop van tijd leggen zij zich bij de situatie neer en zijn bereid Edmond te accepteren als echtgenoot en het paar financieel te steunen en een huis aan te bieden. Als voorwaarde stellen zij echter dat de ongepolijste Edmond voor een jaar naar Italië gaat onder leiding van een goede begeleider om de vereiste kennis en cultuur op te doen.
Aldus geschiedt en terwijl Barbara zich bezighoudt met de inrichting van hun toekomstige huis blijkt uit de correspondentie dat Edmond goede vorderingen maakt. Zijn verhalen zijn enthousiast en zijn gevoelens zijn warm. Barbara merkt echter enige verkoeling in haar affectie en vraagt daarom om een portret. Haar man heeft inmiddels kennisgemaakt met een beeldhouwer in Pisa die in hem geïnteresseerd is en een buste van hem wil maken, wat later zelfs een compleet beeld blijkt te worden. Niet meteen wat Barbara op korte termijn verwachtte, maar zij oefent geduld. Dan slaat het noodlot toe en zij krijgt bericht dat Edmond tijdens een brand in een theater in Florence ernstige brandwonden heeft opgelopen bij zijn pogingen zo veel mogelijk mensen het gebouw uit te helpen. Zijn terugkeer loopt daardoor ook fikse vertraging op. Als hij ten slotte thuiskomt draagt hij een masker. Hij neemt het af voor zijn vrouw, maar zij raakt zozeer geschokt door de verschrikkelijke aanblik dat zij hem ontvlucht en zich verborgen houdt. De volgende ochtend is Edmond verdwenen, met achterlating van een briefje waarin hij zegt over een jaar terug te komen om te zien hoe de zaken ervoor staan.
Edmond keert echter niet terug en als de jaren verstrijken gaat men er op den duur van uit dat hij niet meer in leven is. Barbara trouwt uiteindelijk met Lord Uplandtowers. Aanvankelijk kan hij leven met haar koelheid ten opzichte van hem, maar later gaat het hem ergeren, temeer omdat zij hem ook geen zoon schenkt. Dan arriveert de tijding dat het langverwachte beeld van Edmond haar zal worden toegezonden en kort daarop ontvangt ze ook een bericht van zijn overlijden, dat al kort na zijn vertrek had plaatsgevonden. Zij plaatst het beeld in een nis in haar kamer en laat er een deur voor aanbrengen. Al snel wordt het haar man duidelijk dat zij het beeld 's nachts bezoekt en hij constateert dat zij het omarmt en kust en er zoete woorden tegen spreekt. Hierop neemt hij zijn maatregelen. Hij spoort Edmonds tutor op die hem op zijn reis naar Italië had begeleid en krijgt hem zo ver een schets te maken van de zware verwondingen die Edmond had opgelopen in zijn gezicht. Als Barbara enige dagen van huis is, laat hij een beeldhouwer het standbeeld zodanig veranderen dat het lijkt op de schets: een gezicht zonder neus, zonder oren en haast zonder lippen. Als Barbara na haar thuiskomst opnieuw 's nachts haar boudoir bezoekt, krijgt zij de schrik van haar leven en valt flauw. Daar laat haar man het echter niet bij.
In de echtelijke slaapkamer stelt hij de verminkte beeltenis op in een kast, verlicht met kaarsen, als een soort altaar en confronteert haar daar keer op keer met het beeld, net zo lang tot zij het niet meer uithoudt en een epileptische aanval krijgt. Als zij uiteindelijk weer tot zichzelf komt voltrekt zich een complete ommekeer. Zij denkt met afschuw terug aan haar liefde voor Edmond en wijdt zich volledig aan haar man, zelfs in zo'n mate dat ook dat weer een obsessie wordt, en een last voor haar echtgenoot. Zij schenkt hem vervolgens in negen jaar tijd elf kinderen, van wie slechts een dochter de volwassen leeftijd bereikt. Lichamelijk en geestelijk volkomen op, neemt haar man haar mee naar Italië, waar zij korte tijd later in Florence overlijdt.